# Hangelsberger Forst
Der Hangelsberger Forst ist ein bewohnter Gemeindeteil im Ortsteil Hangelsberg der Gemeinde Grünheide (Mark) im Landkreis Oder-Spree in Brandenburg.

## Geografische Lage
Der Wohnplatz liegt rund 730 m nordnordöstlich des Gemeindezentrums von Hangelsberg in einem Waldgebiet. Südlich führt die Bahnstrecke Berlin–Frankfurt (Oder) an der Wohnbebauung vorbei, nördlich – je nach Wasserstand – entwässert der Trebuser Graben in die Spree.

## Geschichte
In einer Karte des Deutschen Reiches (1902–1948) befindet sich auf der Gemarkung ein Forsthaus Heidegarten. Dieses erschien bereits 1905 als zu Hangelsberg gehörig. Im Jahr 1925 lebten dort vier Personen. Noch 1957 hieß der Wohnplatz Försterei Heidegarten und war 1977 Sitz der gleichnamigen Revierförsterei des staatlichen Forstwirtschaftsbetriebs Fürstenwalde/Spree mit Sitz in Hangelsberg.